# Schuyler (Nebraska)
Schuyler je grad u američkoj saveznoj državi Nebraska. Prema popisu stanovništva iz 2010. u njemu je živjelo 6,211 stanovnika.